# Басаргино (Вологодская область)
Басаргино — деревня в Грязовецком районе Вологодской области.
Входит в состав Ростиловского муниципального образования, с точки зрения административно-территориального деления — в Ростиловский сельсовет.
Расстояние по автодороге до районного центра Грязовца — 6 км, до центра муниципального образования Ростилово — 0,3 км. Ближайшие населённые пункты — Талица, Подсосенье, Ростилово.
По переписи 2002 года население — 61 человек (26 мужчин, 35 женщин). Преобладающая национальность — русские (97 %).
В «Родословии Вологодской деревни» указано, что в 1628 году деревня Басаргино являлась вотчиной духовенства в Комельской волости Вологодского уезда.
В Басаргино родилась Иванова (Пылаева), Александра Григорьевна (1930 — ?) доярка совхоза «Ростиловский» Грязовецкого района, Герой Социалистического Труда.